# Vaterpolo klub Primorac Kotor
VK Primorac je crnogorski vaterpolski klub iz gradića Kotora.

## Povijest
Vaterpolo klub Primorac osnovan je 30. srpnja 1922. godine,  kada se u Kotoru formira Športsko društvo "Primorac" s više odjela. To ime do danas je zadržao samo vaterpolo klub, iako je u drugoj polovici 20. st. nastupao pod imenom Kotor.
Početci plivanja i vaterpola u Kotoru vezuju se za mjesto današnjeg gradskog parka, dok se treninzi kasnije održavaju na prostoru otvorenog plivališta. Prije izgradnje otvorenog bazena plivalo se i igralo između catara[je li ovo zatipak], a zahvaljujući sredstvima Vlade Federativne Narodne Republike Jugoslavije izgrađuje se plivalište, koje se koristi od 1954. godine. Upravo je to bio bitan preduvjet za brži napredak plivanja i vaterpola i sve značajnije rezultate kluba na brojnim natjecanjima. 
Generacije vaterpolista stvorene su na otvorenom plivalištu, na kojem se igralo sve do 6. studenoga 1984. godine, kada je na Zatvorenom bazenu „Nikša Bućin“ odigran prvi službeni susret u kojem je Primorac savladao hercegnovski Jadran rezultatom 13:3.
Klub je, dolaskom poznatog plivača Borisa Škanate za trenera plivača, iznjedrio višestruke prvake Jugoslavije i sudionike Olimpijade u Rimu 1960. godine, Đorđa Perišića i Slobodana Kićovića. Među vrhunskim plivačima i plivačicama valja navesti i Marka Miloševića, Vladimira Vukčevića, Branka Markovića, Danicu Vujačić, Seku Semerad, Linu Šubert...
Dolazak Trifuna Mira Ćirkovića iz Jadrana HN presudno je utjecao na razvitak kluba koji je, nakon dugogodišnjih nastupa na republičkoj razini, postao članom elitnog društva. Već prve godine igranja i vođenja kluba Ćirković je s Primorcem osvojio prvenstvo Crne Gore i upravo te 1959. godine na kvalifikacijskom turniru u Kotoru stekao status drugoligaša. Na turniru u Beogradu, 1961. godine, Primorac je postao prvoligašem.
Prvi je put zaigrao u Prvoj ligi 1962. godine, ali naredne godine je, zauzevši posljednje mjesto, ponovo u drugoligaškom rangu. Međutim, već 1964. vratio se je u elitu, gdje je ostao sve do danas.
U SFRJ najveći uspjeh klub je, osvojivši prvenstvo i kup, ostvario 1986. godine. Prvi veći međunarodni podvig postignut je na finalnom turniru Kupa kupova u Milanu 1977. godine, kada je osvojeno drugo mjesto iza Ferencvarosa iz Mađarske, dok je 1986. ostvaren plasman u polufinale Kupa europskih prvaka gdje je Primorac zaustavio njemački prvak Spandau, koji je tih godina drmao europskim vaterpolom.
Na finalnom turniru u Kotoru, 2002. godine, osvojio je kup SRJ,  dok je Primorac, osvajanjem nacionalnog prvenstva 2007. godine, postao prvi državni prvak u nezavisnoj Crnoj Gori. Isti trijumf ponovljen je i 2008. godine, a sljedeće je državnim priznanjima pripisan i kup.
Osvajanje titule europskog prvaka označilo je 2009. godinu zlatnom, a povijesnom trijumfu nad apsolutnim favoritom talijanskim Pro Reccom u Rijeci, iste je godine pridružen i uspjeh u Superkupu nad mađarskim Szegedom u Kotoru. Klub se naredne godine ponovo našao u finalu Eurolige, ali ovog se puta, izgubivši od Pro Recca, morao zadovoljiti naslovom doprvaka.
Za seniorske reprezentacije igrali su Zoran Gopčević, Đorđe Popović, Andrija Popović, Mirko Vičević, Želimir Uljarević, Milorad Krivokapić, Veljko Uskoković, Ranko Perović, Nebojša Milić, Duško Ćirković, Nenad Vukanić, Željko Vičević, Miroslav Rađenović, Veselin Marković... Sadašnji reprezentativci ponikli u Primorcu su Zdravko Radić, Nikola Janović, Vjekoslav Pasković, Draško Brguljan, Antonio Petrović, Mlađan Janović, Damjan Danilović, Darko Brguljan, Dragan Drašković, Uroš Čučković, Filip Klikovac i Dušan Mandić.
Europsko juniorsko zlato, igrajući za reprezentaciju Crne Gore, osvojili su Aleksandro Kralj, Boris Krivokapić, Darko Brguljan, Željko Dončić, Uroš Čučković, Bojan Paunović, Željko Đurović, Marko Gopčević, Vidak Banićević, Filip Klikovac i Đorđe Radošević.
Kvalitet kluba potvđuje i rad trenera koji su ostavili duboki trag svugdje gdje su radili ili još rade. Trifun Ćirković stigao je do izbornika Jugoslavije, državne selekcije vodio je Petar Porobić, aktualni izbornik reprezentacije Crne Gore je Ranko Perović, Emil Nikolić, Pavle Vičević, Slobodan Vičević, Zoran Gopčević, Mirko Vičević, Slobodan Mačić, Andrija Popović, Želimir Uljarević, Veselin Marković, Dragan Samardžić, Mladen Klikovac, Zoran Maslovar, Petar Kovačević, Vasko Vučković, Jovo Popović, Predrag Kikindjanin...

## Sezona 2006/07.
Postava u sezoni 2006/07.:

Radić, D. Brguljan, Crepulja, Vuković, Bojić, Bjelobrković, Perišić, Pasković, Milaš, Živković, Bosnić, Milošević, D. Drašković, M. Drašković, U. Brguljan

Trener: Ranko Perović (u početku Slobodan Macić)

U sezoni 2006/07. natječe se u Euroligi.

Nakon drugog natjecateljskog kruga, ispao je iz daljnjeg natjecanja, osvojivši 5. mjesto u skupini "H".

U domaćem natjecanju, Primorac je osvojio titulu prvaka Crne Gore 2006/07. pobijedivši u završnici doigravanja "Jadrana" s 2:0 u seriji. (prva utakmica u Igalu: 5:9; a druga u Kotoru 8:7). Tako je Primorac poslije 21 godine postao ponovo državni prvak.

## Sezona 2007/08.
Postava u sezoni 2007/08.:

Radić, Milić, D. Brguljan, U. Brguljan, Šetka, Crepulja, Petrović, Drašković, Milošević, Živković, Pasković, Pavlović, Čučković, Milić.

Trener: Ranko Perović

U sezoni 2007/08. natjecao se u Euroligi. Došao je do četvrtzavršnice, u kojoj je ispao od mađ. predstavnika "Vasasa".

## Sezona 2010/11.
Radić, Dr. Brguljan, Kallay, Petrović, Trajković, Da. Brguljan, Drašković, Azevedo, Pavlović, Milošević, Steinmetz, Šetka, Milić

Trener: Ranko Perović, pom. tr.: Vido Lompar

## Klupski uspjesi
- prvaci Eurolige: ‎2008./09.
- prvaci Jugoslavije: 1985./86.

A. Popović, M. Vičević, Z. Kovačević, E. Nikolić, D. Krivokapić, Z. Gopčević, Z. Ćirković, R. Dragović, V. Marković, Z. Nikčević, V. Lalošević, R. Perović, B. Radnjić

Trener: Pavle Vičević 
- prvaci Crne Gore: 2006./07., 2007./08.
  - trećeplasirani Jadranske lige: 2008./09.

- osvajači kupa:2002., 2009.

## Vanjske poveznice
- http://www.vkprimorac.com  Arhivirana inačica izvorne stranice od 12. veljače 2012. (Wayback Machine) Službene stranice